# Ranea Zorea, Milove
Ranea Zorea (în ucraineană Рання Зоря; în trecut, Cervona Zirka — în ucraineană Червона Зірка) este un sat în comuna Velîkoțk din raionul Milove, regiunea Luhansk, Ucraina.

## Demografie
Componența lingvistică a localității Ranea Zorea
     Ucraineană (66,98%)
     Rusă (19,81%)
     Armeană (7,55%)
Conform recensământului din 2001, majoritatea populației localității Ranea Zorea era vorbitoare de ucraineană (66,98%), existând în minoritate și vorbitori de rusă (19,81%) și armeană (7,55%).